# Pouffonds
Pouffonds är en kommun i departementet Deux-Sèvres i regionen Nouvelle-Aquitaine i västra Frankrike. Kommunen ligger i kantonen Melle som tillhör arrondissementet Niort. År 2017 hade Pouffonds 409 invånare.

## Befolkningsutveckling
Antalet invånare i kommunen Pouffonds
| Referens: INSEE |